# ارکیوان
ارکیوان (به لاتین: Ərkivan) یک منطقه مسکونی در جمهوری آذربایجان است که در شهرستان ماساللی واقع شده است.

## جمعیت
ارکیوان با ۱۵۶۵۴ نفر جمعیت، پرجمعیت‌ترین روستای کشور جمهوری آذربایجان است.

## جغرافیا
آبادی ارکیوان در ۲ کیلومتری غرب ماساللی در سمت راست رود ویلش در دامنه کوه‌های تالش در دشت لنکران جای دارد.  دشت لنکران میان کوه‌های تالش و دریای کاسپین جای دارد و از رود آستارا تا نزدیکی بیله‌سوار را در بر می‌گیرد.

## ریشه واژه
اَرک در زبان فارسی به‌معنی قلعه و وان در زبان تالشی به‌معنی روستا و آبادی است و معنی آن می‌شود روستایی که یک قلعه در آن قرار دارد. تالش‌ها به آن اَرکُن (Ərkon) می‌گویند.

## تاریخ
ارکیوان یکی از قدیمی‌ترین و کهن‌ترین آبادی‌های تالش و کشور جمهوری آذربایجان  است. در سال ۱۹۸۵ میلادی گروهی از باستان‌شناسان به رهبری اسدالله جعفروف یافته‌هایی از عصر برنز و آهن و سنگ را در کرانه راست رود ویلش کشف کردند. در گذشته ارکیوان شهرکی بندری در کرانه دریا بود اما با عقب‌نشینی دریا دور تا دور آن را خشکی در بر گرفت. در سال‌های گذشته، بقایای لنگرهایی که در چندین نقطه از روستا یافت شده است، این احتمال را که ارکیوان یک بندرگاه ساحلی بوده است بیشتر می‌کند.  
آبادی ارکیوان در دهستان دشتوند یکی از ۸ ناحیه خانات تالش قرار داشت.  این ناحیه از دید تاریخی و راهبردی بسیار مهم بود و از غرب به کوه‌های تالش، از شرق به دریای کاسپین و دشت مغان در شرق، از جنوب به برادیگاه و از شمال به گوی‌تپه می‌رسید.  بخش غربی آن کوهستانی و بخش شرقی آن جلگه‌ای بود و با منطقه صفیدشت و ایران هم مرز است.
شماری از تاریخ‌نگاران ادعا می کنند که شیخ صفی‌الدین اردبیلی مدتی را در آبادی ارکیوان به سر برده است.
نام ارکیوان در نقشه‌های سده شانزدهم میلادی در کتاب «جغرافیای تاریخی قفقاز» که به زبان روسی منتشر شده است نیز دیده می شود.

## نگارخانه

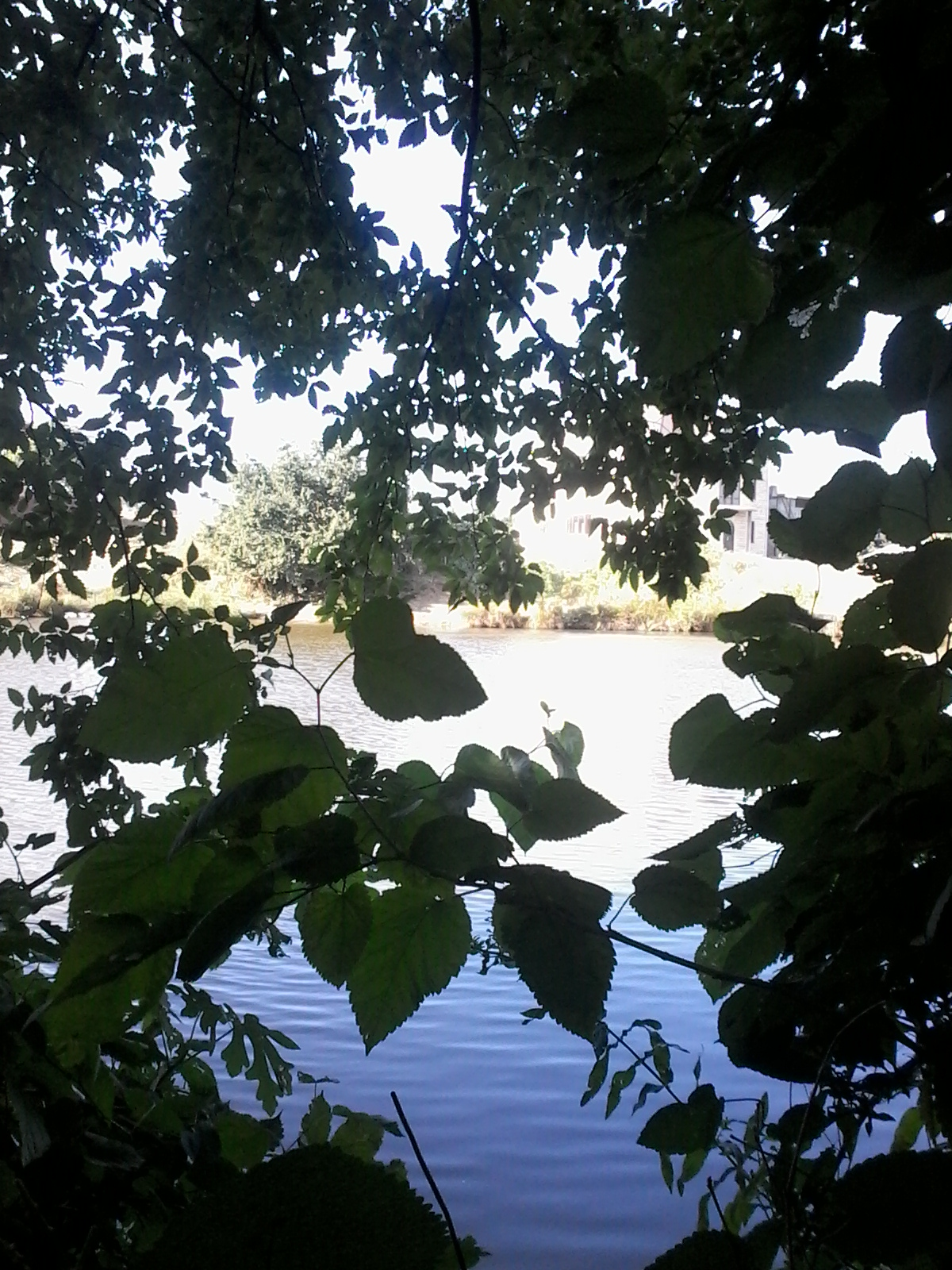
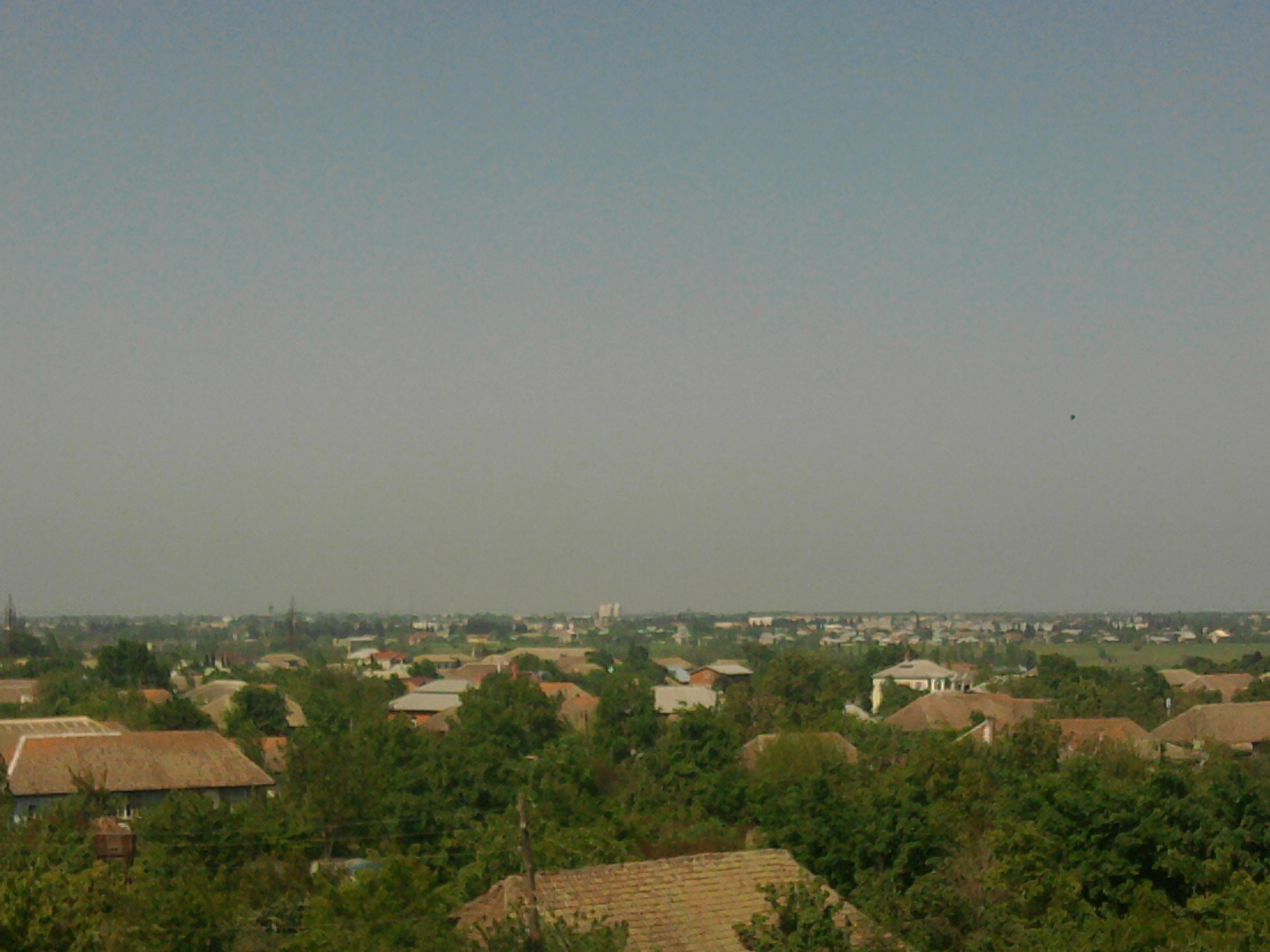
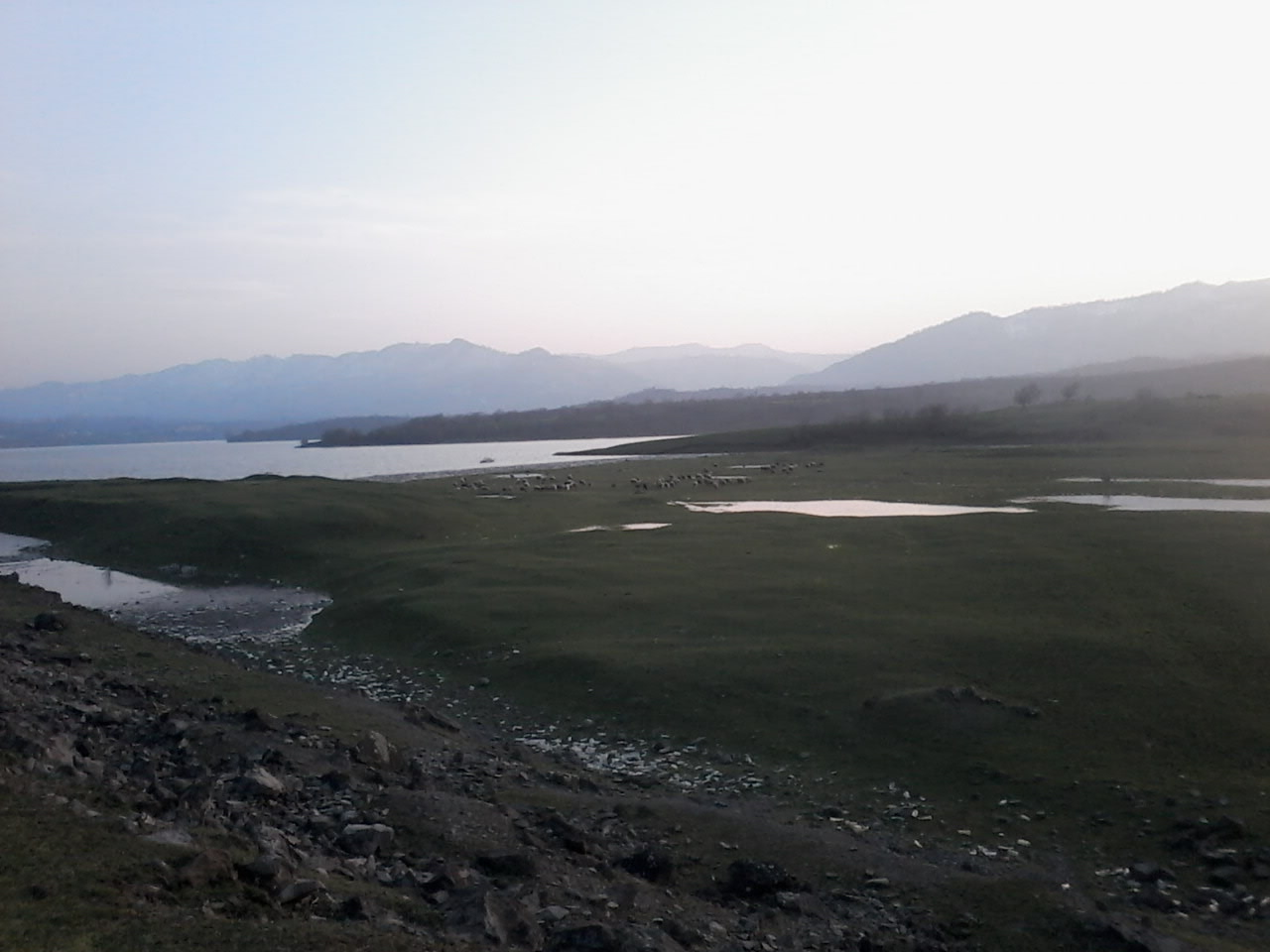
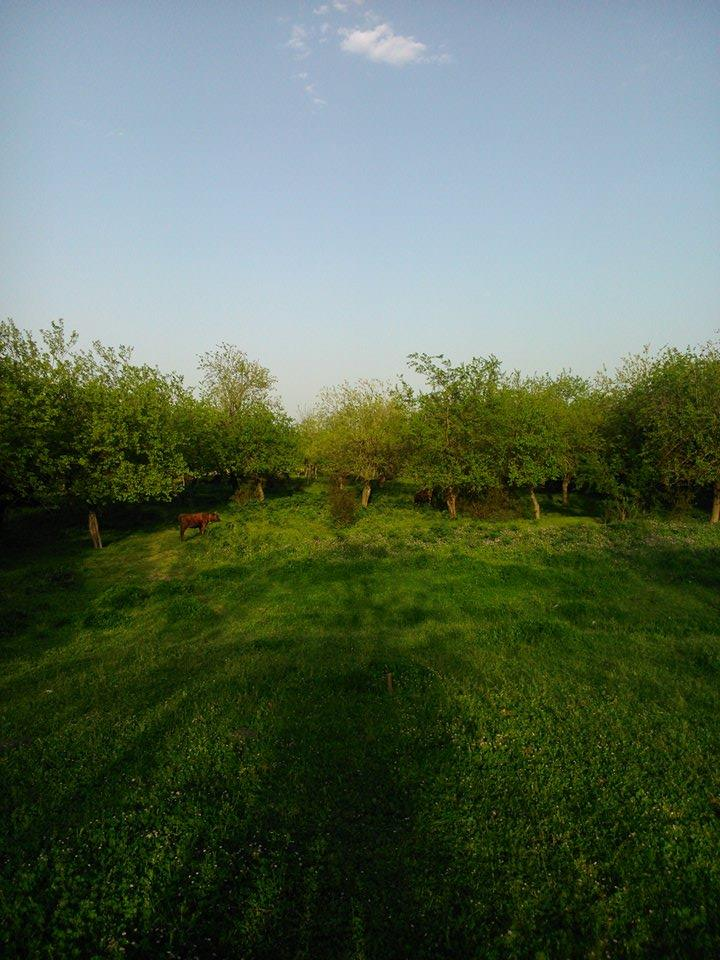